# 5-я Московская стрелковая дивизия народного ополчения (Фрунзенского района)
5-я Московская стрелковая дивизия народного ополчения (Фрунзенского района) — воинское соединение СССР в Великой Отечественной войне.

## История
Дивизия сформирована в начале июля 1941 года из числа добровольцев — жителей и трудящихся Фрунзенского района Москвы и Краснохолмского района Калининской области. Дивизия Фрунзенского района Москвы формировалась в Московском государственном педагогическом институте иностранных языков (Метростроевская улица, дом 38) из числа добровольцев — рабочих, инженеров, служащих с заводов «Каучук», «Электросвет», шелкоотделочной фабрики имени Свердлова и шёлкоткацкого комбината «Красная Роза», Наркомстроя, Управления строительства Дворца Советов, и других различных организаций и предприятий. Большой отряд составляли преподаватели и студенты Московского государственного педагогического института имени Ленина, Московского государственного педагогического института иностранных языков, 1-го и 2-го Московских государственных медицинских институтов, Института тонкой химической технологии им. М. В. Ломоносова, Института инженеров общественного питания, нескольких техникумов. В первый день призыва по Фрунзенскому району было подано свыше 4500 заявлений. В числе других добровольцев оказался скульптор Евгений Вучетич, ставший пулемётчиком.
9 июля 1941 года дивизия выступила из Москвы по Старокалужскому шоссе в район Катуары — Толстопальцево — Внуково, в 30-ти километрах от столицы. Здесь в летних полевых лагерях началась боевая подготовка. 15 июля ополченцы погрузились в вагоны на станции Внуково и через ночь были на станции Балабаново. Далее путь проходил через город Боровск. В конце июля местом расположения стал район деревни Тишнево под Боровском, где 30 июля воины дивизии приняли присягу.
В действующей армии с 30.07.1941 года по 26.09.1941 года.
30-го июля 1941 года дивизия вошла в состав 33-й армии Резервного фронта. С Ржевско-Вяземского направления дивизию передислоцировали через Медынь и Юхнов в район деревни Большая Бобровка. Ко 2 августа дивизия заняла рубеж Лужки — Дюки в районе Спас-Деменска. 12-13 августа дивизии и её полкам вручили боевые знамёна.
К 3 сентября 1941 года личный состав дивизии, первоначально насчитывавший 5685 рядовых бойцов, был пополнен призывниками из Московского военного округа в количестве 3490 человек.
26 сентября 1941 года, в соответствии с Директивой заместителя народного комиссара обороны СССР № Орг./2/540124 от 19 сентября 1941 года, все двенадцать ополченческих дивизий Москвы были переформированы по штатам стрелковых дивизий военного времени и получили новые наименования. 5-я Московская стрелковая дивизия народного ополчения (Фрунзенского района) стала именоваться 113-й стрелковой дивизией (2-го формирования). Новые наименования получили стрелковые полки: 1-й стал 1288-м, 2-й — 1290-м, 3-й — 1292-м. Общий численный состав дивизии был доведен до 11501 человека.

## Состав
- 1-й стрелковый полк
- 2-й стрелковый полк
- 3-й стрелковый полк
- артиллерийский полк
- отдельный зенитно-артиллерийский дивизион
- разведывательная рота
- сапёрный батальон
- отдельный батальон связи
- медико-санитарный батальон
- автотранспортная рота
- 932-я полевая почтовая станция
- полевая касса госбанка

## Подчинение
| Дата                 | Фронт (округ)            | Армия      | Корпус (группа) | Примечания |
| -------------------- | ------------------------ | ---------- | --------------- | ---------- |
| 7 июля 1941 года     | Московский военный округ |            |                 |            |
| 1 августа 1941 года  | Резервный фронт          | 33-я армия |                 |            |
| 1 сентября 1941 года | Резервный фронт          | 33-я армия |                 |            |

## Командиры
Пресняков, Иван Андреевич, генерал-майор — (02.07.1941 — 26.09.1941)

## Память
Перед зданием института иностранных языков имени Мориса Тореза на Метростроевской улице в Москве 7 мая 1967 года был открыт мемориал, созданный по проекту скульптора Льва Кербеля, посвящённый ополченцам дивизии.